# Amorova skupina

dráhy planetek amorovy skupiny

Amorova skupina (zkráceně také amoři) je skupina planetek přibližujících se k dráze Země. Jsou pojmenovány po planetce (1221) Amor, kterou objevil E. Delporte 12. března 1932 na belgické královské observatoři v městě Uccle.
Jsou to tělesa, jejichž dráha se z vnější strany těsně přibližuje k dráze planety Země, ale nekříží ji. Vzdálenosti perihelu jejich drah od Slunce leží v rozmezí od 1,0 do 1,3 AU, vzdálenosti afelu se mění ve značném rozpětí, takže dráhy mnohých z nich překračují dráhu planety Mars; někteří astronomové takové planetky vyčleňují do zvláštní skupiny křížičů Marsu; nejvíce se z těchto planetek vzdaluje od Slunce (3552) Don Quijote a to až do vzdálenosti 7,24 AU, tedy až daleko za dráhu planety Jupiter. Doba oběhu planetek Amorovy skupiny kolem Slunce je vždy větší než 1 rok. Vzhledem k charakteru své dráhy patří některé z nich také do kategorií potenciálně nebezpečných planetek a blízkozemních objektů.
Oba měsíce Marsu, Deimos a Phobos, patřily pravděpodobně také původně k této skupině těles a byly zachyceny gravitací této planety.
Největší z této skupiny je planetka (1036) Ganymed s průměrem 33 km.
Nejdéle známým tělesem této skupiny je planetka (433) Eros, kterou objevil G. Witt 13. srpna 1898 v Berlíně. Tento objekt je současně první důkladně prozkoumanou planetkou z bezprostřední blízkosti díky sondě NEAR Shoemaker, která se 14. února 2000 stala její družicí a 12. února 2001 dokonce tvrdě přistála na jejím povrchu.

## Vývoj počtu známých planetek
| Rok   | 1900 | 1910 | 1920 | 1930 | 1940 | 1950 | 1960 | 1970 | 1980 | 1990 | 2000 | 2005 | 2010 | 2011 | 2012 | 2013 | 2014 | 2015 | 2016 | 2017 | 2018 | 2019 | 2020 | 2021 | 2022   | 2023  |
| ----- | ---- | ---- | ---- | ---- | ---- | ---- | ---- | ---- | ---- | ---- | ---- | ---- | ---- | ---- | ---- | ---- | ---- | ---- | ---- | ---- | ---- | ---- | ---- | ---- | ------ | ----- |
| Počet | 1    | 1    | 3    | 5    | 6    | 6    | 10   | 14   | 21   | 63   | 372  | 1254 | 2528 | 2860 | 3218 | 3596 | 3992 | 4637 | 5247 | 5962 | 6665 | 7274 | 8128 | 9132 | 10 117 | 11108 |

Údaje jsou k 1. 1. v daném roce.